# Yorkshire Forced Rhubarb

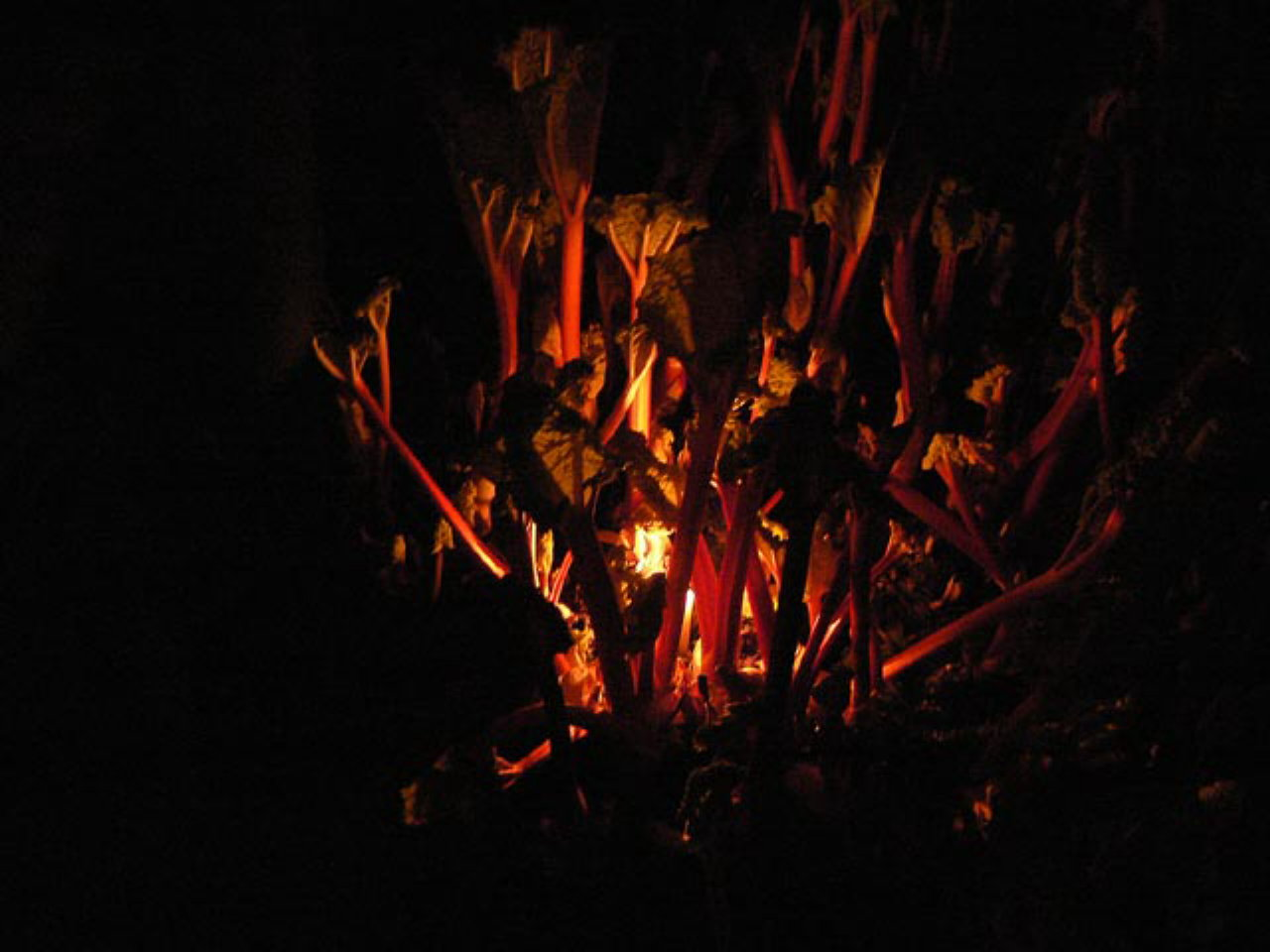
Rhabarberernte bei Kerzenlicht

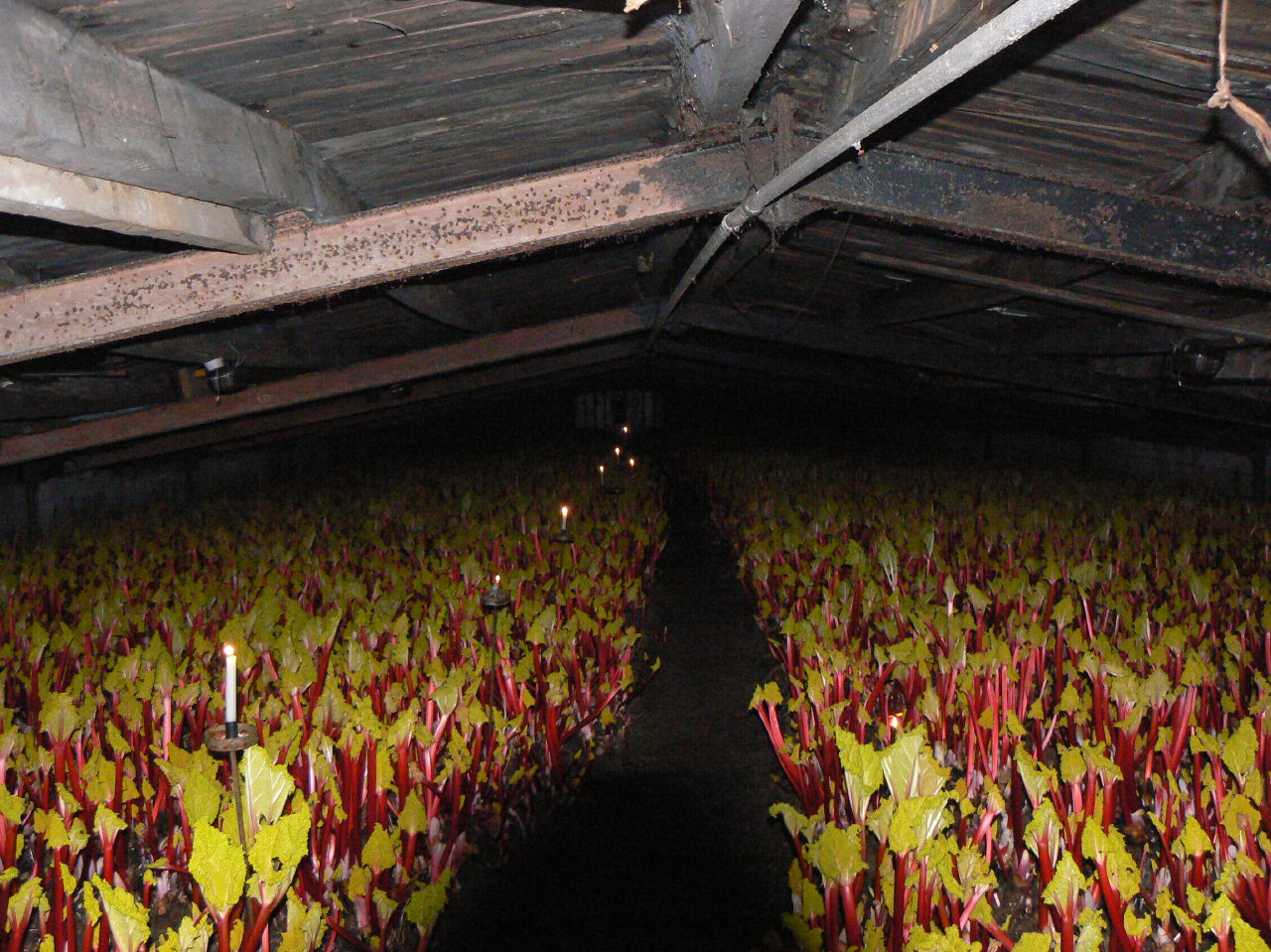
Blick in eine Treibhalle (forcing shed)

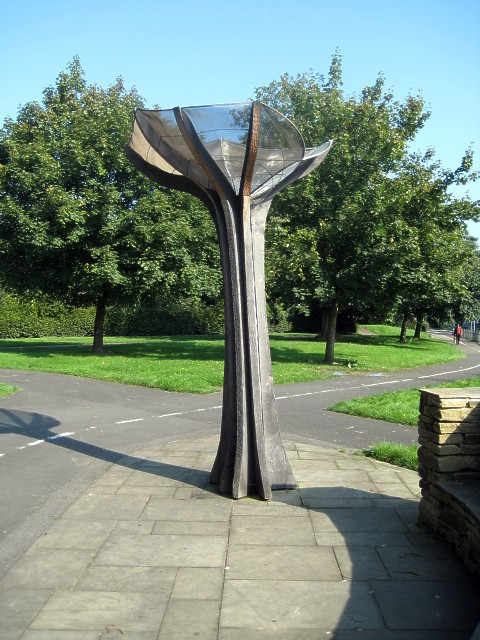
Rhabarberskulptur in Wakefield

Yorkshire Forced Rhubarb (wörtlich: ‚Treibrhabarber aus Yorkshire‘) ist eine geschützte Ursprungsbezeichnung für Rhabarberstangen, die im Winter in geheizten Hallen bei völliger Dunkelheit aus speziell dafür vorbereiteten Rhabarberpflanzen zum Austreiben gebracht werden. Es handelt sich um eine lokale Spezialität, die in einem Gebiet in Yorkshire im Norden Englands, das als Rhabarber-Dreieck (Rhubarb Triangle) bezeichnet wird, angebaut wird. Durch das Austreiben unter besonderen Bedingungen sind die Rhabarberstangen früher im Jahr erhältlich und haben einen anderen, intensiveren Geschmack und eine andere, zartere Struktur als gewöhnlicher, im Freien kultivierter Rhabarber. Im Jahr 2010 wurde Yorkshire Forced Rhubarb durch die Europäische Union als schützenswerte lokale Besonderheit anerkannt und darf seither als Erzeugnis mit geschützter Ursprungsbezeichnung vermarktet werden.

## Geschmack und Aussehen
Die Blattstiele des Yorkshire Forced Rhubarb sind schlanker, zarter und süßer im Geschmack als normale, im Freien getriebene Rhabarberstangen. Sie enthalten weniger der für Rhabarber sonst so charakteristischen Säure und Bitterstoffe, sodass der übrige Eigengeschmack des Rhabarbers stärker hervortritt und als kräftiger und geschmacksintensiver mit nur leichter Säure wahrgenommen wird.
Chemische und mikrobiologische Untersuchungen haben gezeigt, dass Yorkshire Forced Rhubarb Oxalsäure, Calcium in Form von Calciumoxalat, Kalium und pflanzliches Östrogen enthält.
Die Farbe der dünnen Schale ist an der Basis, wo der Blattstiel aus dem Wurzelstock austritt, weiß und rangiert sonst je nach Sorte und Anbaubedingungen zwischen zart-pink und tiefem dunkelrot; im Anschnitt erscheint das Innere der Stangen weiß. Die Blätter des Forced Rhubarb aus Yorkshire sind in der Regel nur klein und haben eine zarte hell- bis kräftig-gelbe Färbung.

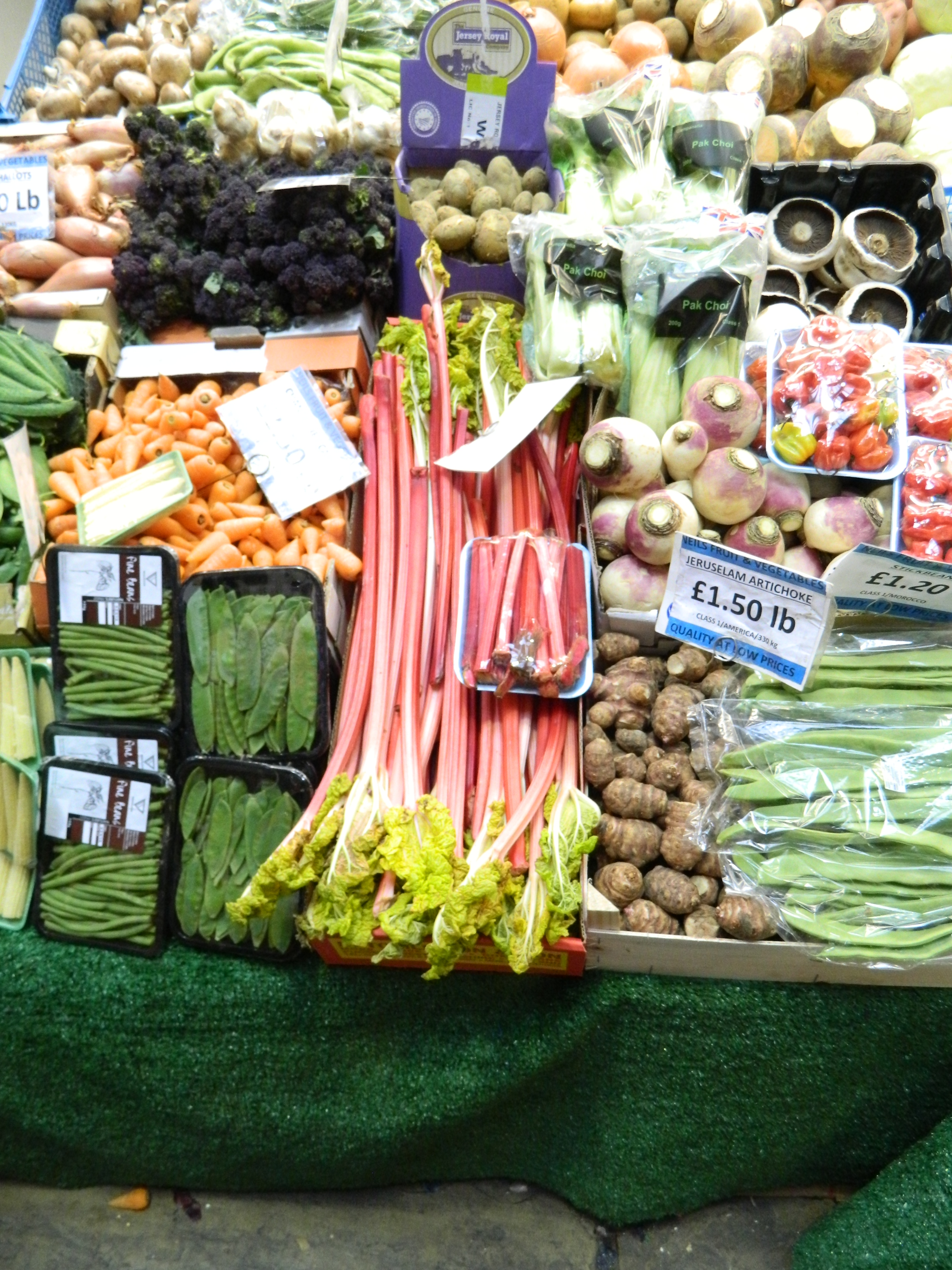
Yorkshire Forced Rhubarb auf dem Markt in Leeds
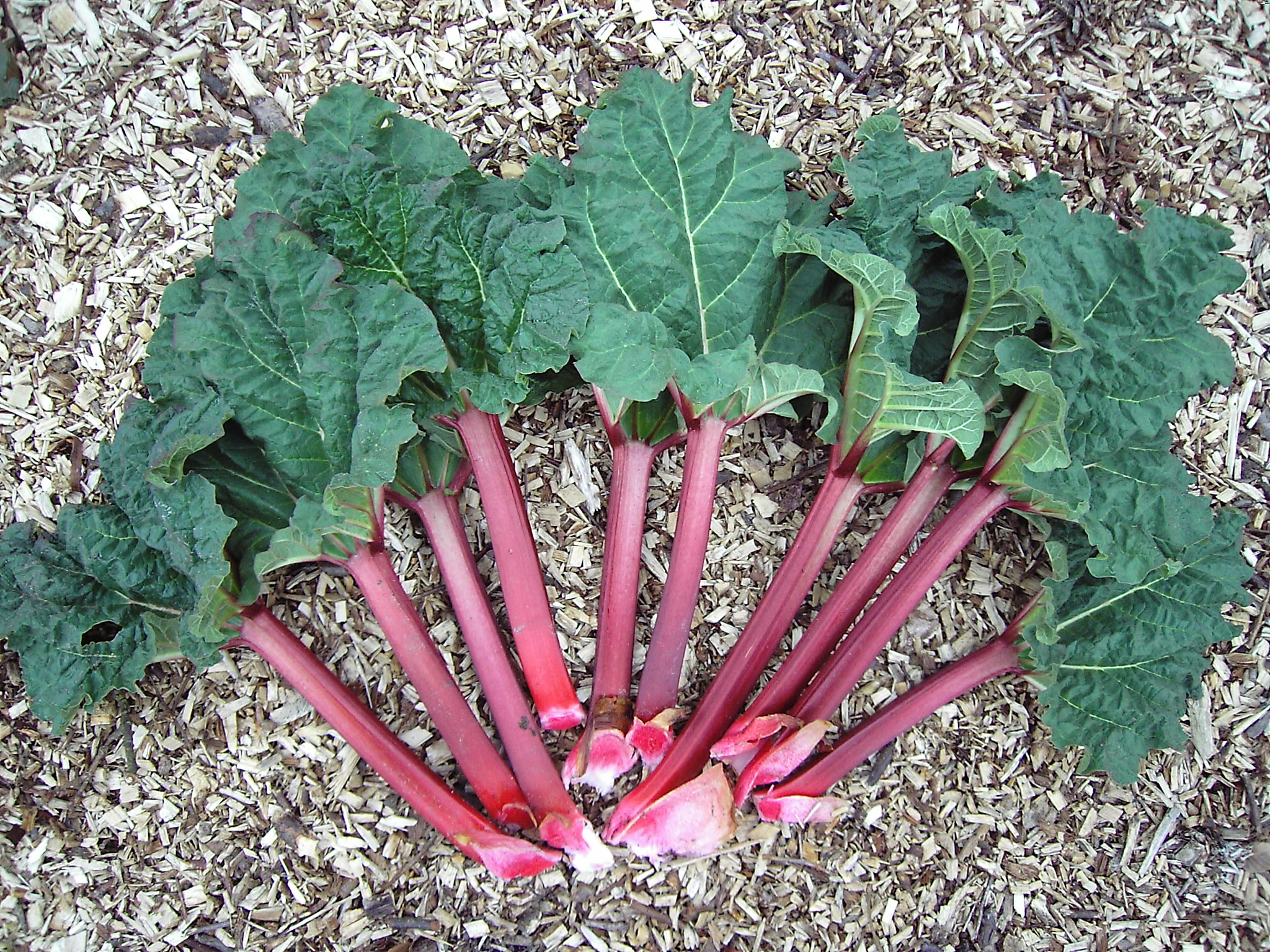
Zum Vergleich: Im Freiland kultivierte Rhabarberstangen

## Kultivierung
Rhabarber zählt zu den Gemüsearten, die am frühsten erntefähig sind und ist, wenn er normal kultiviert wird, von April bis Juli als frisches Erzeugnis auf dem Markt erhältlich. Rhabarber benötigt tiefgründigen, mittleren bis schweren Boden in gutem Düngerzustand („in Bezug auf Düngung kann man bei Rhabarber des Guten kaum zuviel tun“) und viel Wasser, verträgt allerdings keine Staunässe.
Die Pflanzen für Yorkshire Forced Rhubarb werden zunächst im Freiland kultiviert. Die Bedingungen hierfür sind in Yorkshire besonders günstig, denn sie bieten den Pflanzen viel Regen, wasserspeichernde Böden und eine lange Kälteperiode, in der kein Wurzelwachstum stattfindet. Diese lange Periode ruhenden Wurzelwachstums ermöglicht es den Bauern, die Ruhezeit frühzeitig zu unterbrechen, um den Beginn der natürlichen Vegetationsperiode künstlich vorzuverlegen und den Rhabarber vorzeitig zum Austreiben bringen zu können. Die Schwerindustrie in der Region und damit verfügbarer Ruß und Asche, die auf die Felder ausgebracht wurden, sorgten in der Vergangenheit zusätzlich dafür, dass die oberirdischen Pflanzenteile im Herbst frühzeitig abstarben, sodass sich die winterliche Ruheperiode dadurch noch weiter verlängerte und den Frühaustrieb in der Halle begünstigte. Auch die Schwefelablagerungen im Boden begünstigen den Rhabarberanbau. Eine weitere lokale Besonderheit ist das Düngen mit Wollstaub (shoddy), einem organischen Düngemittel, das als Abfallprodukt der Wollproduktion entsteht.
Entscheidend für die Verwendung als Treibrhabarber ist, dass die Pflanzen in der Lage sind, möglichst viel Energie in ihren Wurzelspeichern anzusammeln. Feuchtigkeitspeichernde Böden und die regenreiche geographische Lage sind daher wichtige Voraussetzungen für einen wirtschaftlichen Anbau von Forced Rhubarb. Diese Böden fördern die Entstehung großer kräftiger Wurzelstöcke, mit großen Augen, aus denen später die Rhabarberstangen austreiben. Für den Anbau dieser Rhabarberspezialität werden derzeit meist Rhabarberpflanzen der Sorten ‘Timperley Early’, ‘Stockbridge Harbinger’, ‘Reeds Early Superb’ bzw. ‘Fenton’s Special’, ‘Prince Albert’, ‘Stockbridge Arrow’ und ‘Victoria’ verwendet. Die Pflanzen werden in der Regel durch Teilung vermehrt und müssen zwei bis drei Jahre unter den besonderen klimatischen Gegebenheiten und Bodenbedingungen kultiviert werden, bis sie sich als Treibrhabarber eignen. Während dieser Zeit werden keine Stiele geerntet, um die Pflanze in dieser Phase nicht zu schwächen.
Für den vorzeitigen Austrieb werden die Wurzelstöcke von Hand auf dem Feld ausgegraben und zunächst bis zur nächsten Frost- oder Kälteperiode auf den Feldern ausgelegt. Nach diesem Kältereiz, der für den vorzeitigen Austrieb notwendig ist, werden die Wurzelstöcke in der Regel Anfang November in große, abgedunkelte und beheizbare Hallen (forcing sheds) gebracht. Dort werden sie von Hand dicht aneinandergereiht, so dass die Blattknospen nach oben zeigen. Anschließend werden sie durch Anheizen der Treibhalle zum Austreiben gebracht. Dabei wird verhindert, dass Licht auf die Pflanzen fällt, da sich die Fasern sonst durch Photosynthese verdicken und verhärten würden und der Rhabarber einen sauren Geschmack annähme. Das Wachstum soll gleichmäßig über sechs bis neun Wochen erfolgen. Wächst der Rhabarber zu schnell heran, verliert er an Geschmack. Um die Pflanzen schonend zu behandeln und möglichst wenig Licht auszusetzen, findet die Ernte von Hand und bei Kerzenlicht statt. Yorkshire Forced Rhubarb ist zwischen Januar und März, manchmal auch noch später, im Handel erhältlich und wird dann auf den Märkten durch den etwa ab April erhältlichen Freilandrhabarber abgelöst. Nach der Ernte werden die Wurzelstöcke kompostiert. Sie sind ausgelaugt und für die weitere Kultur nicht mehr zu gebrauchen.

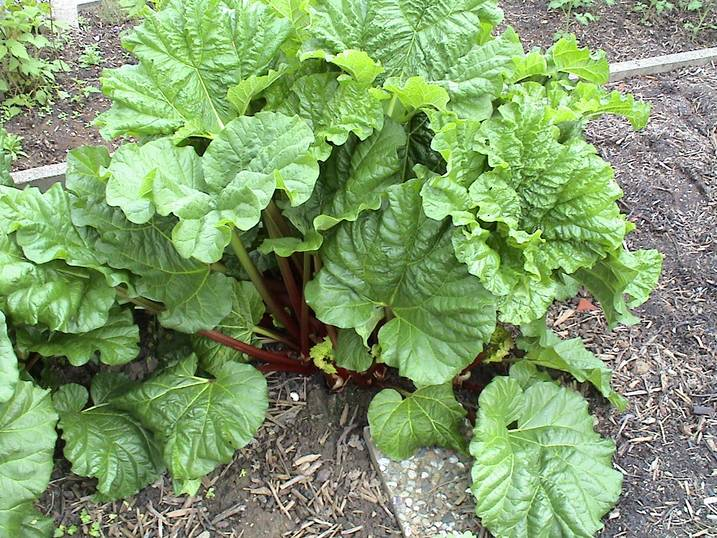
Rhabarberpflanze im Freiland
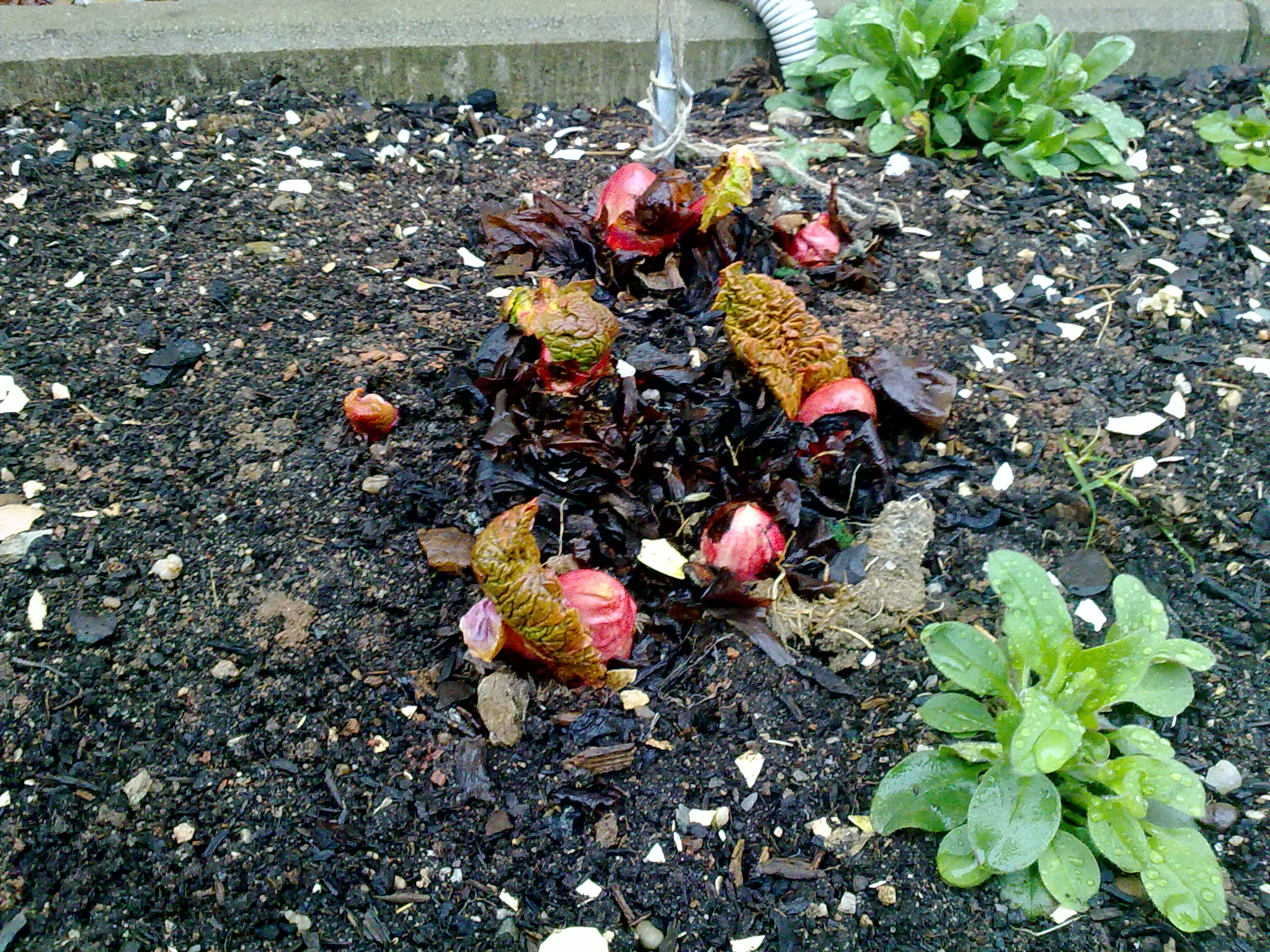
Rhabarberblattknospen
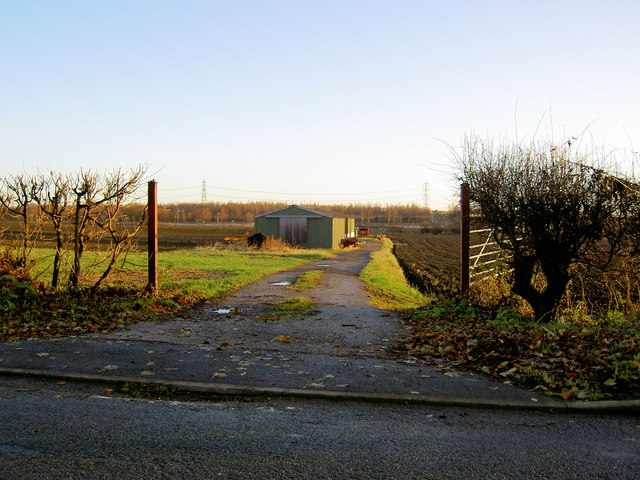
Rhabarbertreibhalle in Wakefield

## The Rhubarb Triangle
The Rhubarb Triangle ‚das Rhabarber-Dreieck‘, ist ein heute etwa 9 square miles (ca. 23 Quadratkilometer) großes dreieckiges Gebiet in West Yorkshire, in dem traditionell Rhabarber im Freiland angebaut und in beheizten Hallen zum Frühaustrieb gebracht wird. Es befindet sich am Rand der Pennines zwischen Leeds, Wakefield und Bradford.

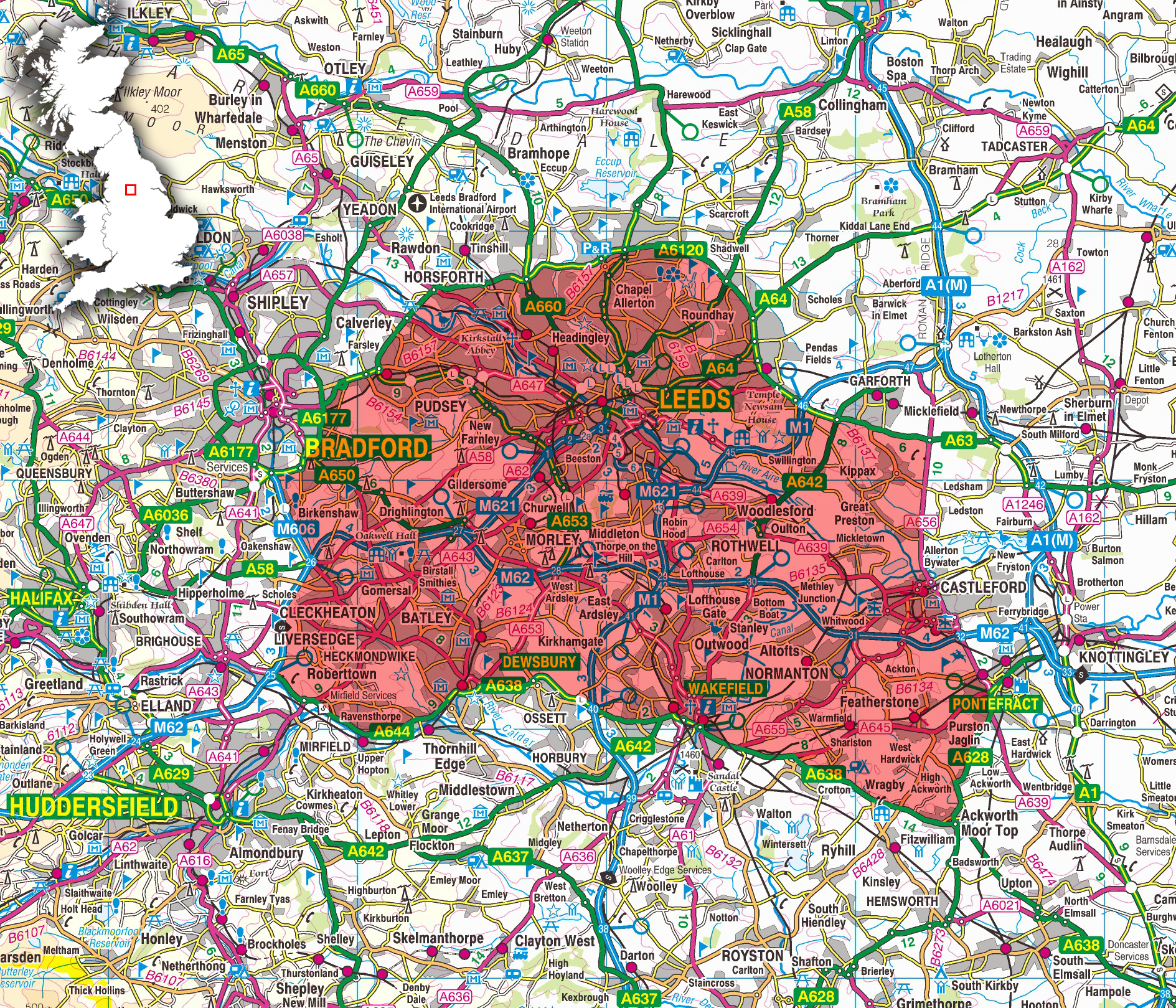
Rhubarb Triangle

Das genaue geografische Gebiet, wie es im Antrag auf Schutz der Ursprungsbezeichnung definiert wurde,

„[…] erstreckt sich von Ackworth Moor Top Richtung Norden entlang der A628 bis Featherstone und Pontefract. Ab dort verläuft die Grenze entlang der A656 durch Castleford. Hier wendet sie sich nach Westen und folgt der A63 vorbei an Garforth und West Garforth. Jetzt verläuft die Grenze Richtung Norden, vorbei an Whitkirk und Manston, und setzt sich dann über Scholes zur A6120 fort. Nun folgt sie der A6120 in westlicher Richtung, führt im Bogen um Farsley und verläuft dann nach Südwesten über die A647 zur A6177. Hier passiert sie Dudley Hill, um dann der M606 nach Süden zu folgen. Ab der Anschlussstelle 26 verläuft sie entlang der M62 in südlicher Richtung bis zur Anschlussstelle 25, danach verläuft sie in östlicher Richtung auf der A644 Richtung Dewsbury, passiert Mirfield und folgt nun der A638 Richtung Wakefield. Ab Wakefield verläuft die Grenze entlang der A638 in südlicher Richtung bis nach Ackworth Moor Top.“

## Geschützte Ursprungsbezeichnung

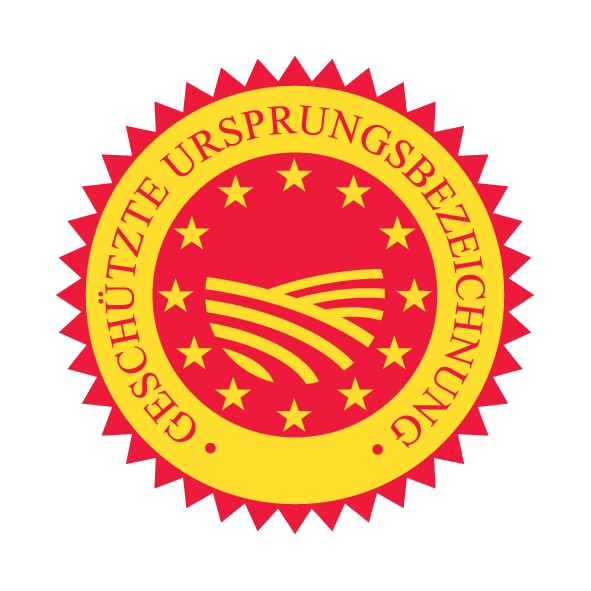
Gemeinschaftszeichen der Europäischen Union für Produkte mit geschützter Ursprungsbezeichnung

Jane Oldroyd Hume, Treibrhabarberproduzentin in vierter Generation, von der lokalen Presse zur high priestess of forced rhubarb ‚Hohepriesterin des Treibrhabarbers‘, gekürt, engagierte sich seit 2004 gemeinsam mit den elf weiteren Anbaubetrieben und in Zusammenarbeit mit dem britischen Department for Environment Food & Rural Affairs (abgekürzt DEFRA, Ministerium für Umwelt, Ernährung und Landwirtschaft) für eine Anerkennung des Yorkshire Forced Rhubarb als schützenswerte regionale Spezialität. Im Sommer 2009 stellte das Vereinigte Königreich schließlich den Antrag, Yorkshire Forced Rhubarb als Herkunftsbezeichnung EU-weit zu schützen, die Eintragung erfolgte am 1. März 2010. Jane Oldroayd Hume stellte dazu fest: “We were the first fresh product grown on mainland soil to get the PDO status, as opposed to a prepared product, and it really put us on the map” (deutsch: „Wir waren das erste Rohprodukt, das auf dem Festland angebaut wird, das den Status als geschützte Ursprungsbezeichnung erhalten hat, im Gegensatz zu einem verarbeiteten Produkt, und das hat uns wirklich berühmt gemacht“).

## Geschichte
Bis ins frühe 19. Jahrhundert wurde Rhabarber in England vornehmlich für medizinische Zwecke angebaut und verwendet. Joseph Myatt aus Deptford bei London soll um 1810 als Erster mit dem kommerziellen Anbau von Rhabarber als Lebensmittel in England begonnen haben, seine wohl eher sauren Rhabarberpasteten wurden zunächst als physic pies (Abführpasteten) verspottet. Eine größere Nachfrage nach Rhabarber als Zutat für Nachspeisen entstand erst mit den sinkenden Zuckerpreisen in der Mitte des 19. Jahrhunderts, als es damit möglich wurde, preisgünstig süße Rhabarbergerichte zuzubereiten.
Auch der Anbau von gebleichtem Rhabarber kam schon im 19. Jahrhundert auf. Unklar ist, ob aus Zufall Rhabarberwurzelstöcke während der Ruhephase mit Erde oder Geröll bedeckt wurden oder ob dies als Winterschutz geschah. Jedenfalls wurde entdeckt, dass Rhabarberpflanzen unter Lichtentzug längere, zartere Stangen mit besserem Geschmack produzierten. Man begann deshalb, im Winter vor dem Austrieb Terrakottatöpfe über die Rhabarberpflanzen zu stülpen, um – vergleichbar dem Anbau von Spargel oder Chicorée – zarte und bleiche Triebe zu fördern.
Der durch Wärme ausgelöste vorzeitige Austrieb wurde ebenfalls zufällig 1817 in Chelsea, London, entdeckt, als die Rhabarberwurzeln mit organischem Dünger bedeckt und dadurch gewärmt wurden. Um das Jahr 1880 wurde diese Anbaumethode von Bauern in der Gegend, die später als das Rhabarber-Dreieck bekannt wurde, weiter perfektioniert: Die Rhabarberpflanzen wurden nun nicht nur ohne Sonnenlicht zum Austreiben bleicher und damit zarter und geschmackvoller Stangen gebracht, sondern auch die Erntesaison konnte durch Kultivierung in geheizten Kästen erheblich vorverlegt werden. Dies war insbesondere durch die in der Gegend preisgünstig verfügbare Kohle möglich, die als Heizmaterial genutzt werden konnte. (Heute werden die forcing sheds mit Propangas oder Dieselöl beheizt.) Der Vorteil des Vorverlegens war, dass Rhabarber, zu einer Zeit als Kühlung zur Konservierung nur bedingt verfügbar war, über einen wesentlich längeren Zeitraum als frisches Produkt vermarktet werden konnte. Noch bis in die 1930er Jahre wuchs die Rhabarberproduktion in diesem Gebiet so stark an, dass rund 90 Prozent des weltweit produzierten Rhabarbers von den etwa 200 Anbaubetrieben des nordenglischen Rhabarber-Dreiecks stammten. Ein Rhabarber-Express brachte die Stangen bis in die 1960er Jahre über Nacht von Wakefield zu den Londoner Märkten. Nach dem Zweiten Weltkrieg brach die Nachfrage nach Rhabarber mit dem Aufkommen importierter Waren allerdings ein. Die Zahl der Rhabarberanbaubetriebe ging auf nur noch etwa 20 zurück.
Seit dem Jahr 2000 kommt es jedoch zu einer Renaissance des Rhabarbers als beliebtem Lebensmittel, wodurch die Nachfrage seither stetig ansteigt. Das wiedererwachte Interesse an regionalen Produkten spiegelt sich beispielsweise in dem jährlich stattfindenden Festival of Food, Drink and Rhubarb in Wakefield und den nationalen Rhabarberpflanzensammlungen in den Gärten der Royal Horticultural Society von Wisley und Harlow Carr oder im Garten des National Trust for Scotland bei Kellie Castle in Fife. Rhabarber gilt als gesundes Gemüse, das in vielen Rezepten prominenter Köche Verwendung findet – und zwar nicht nur als Dessertzutat, sondern auch als Beilage oder aromatische Zutat zu Fleisch und Fisch. Die medizinische Forschung untersucht mögliche positive Wirkungen von Rhabarber. Dadurch kam auch die besondere Anbaumethode für Yorkshire Forced Rhubarb zurück ins allgemeine Bewusstsein und wurde schließlich im Jahr 2010 als geschützte Ursprungsbezeichnung in der EU anerkannt.

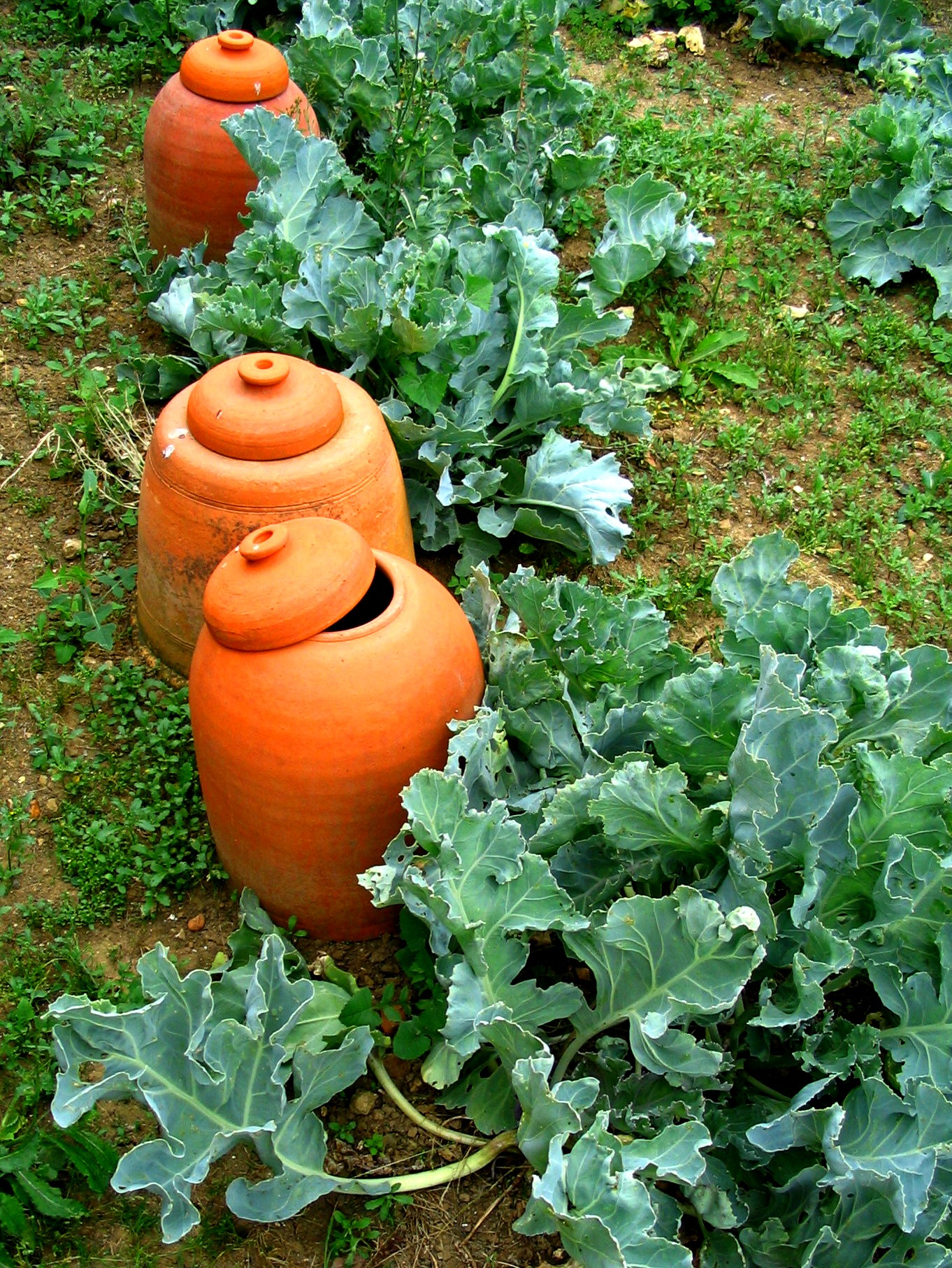
Tontöpfe für Rhabarberbleichtrieb im Freien
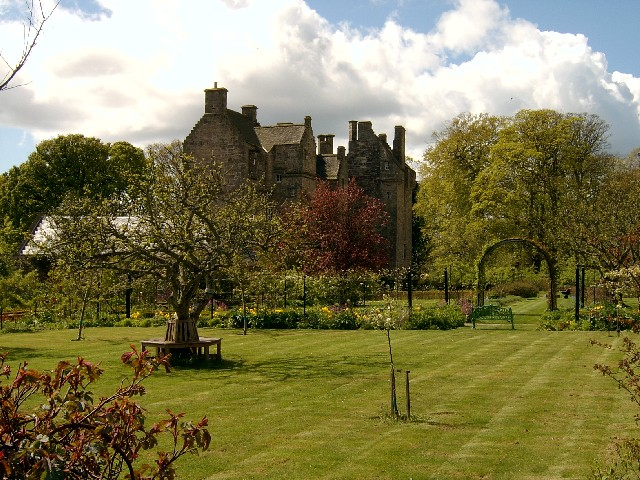
Kellie Castle Gardens in Schottland, dort befindet sich eine der nationalen britischen Rhabarberpflanzensammlungen
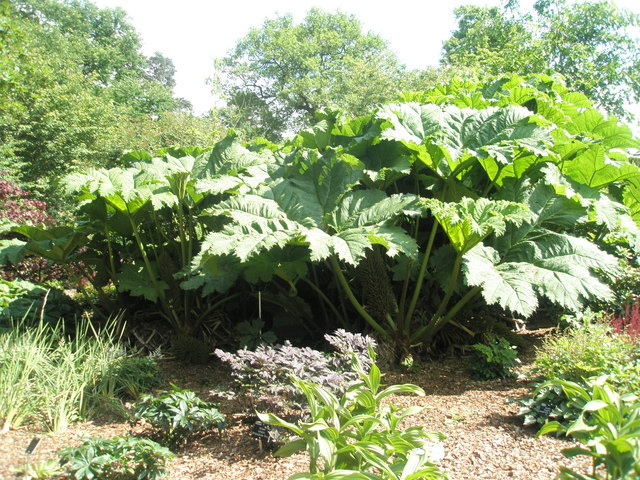
Riesenrhabarber aus der Rhabarbersammlung in Wisley